# 갤럭시 J3
갤럭시 J3은 삼성전자에서 개발한 보급형 스마트폰이다.

## 시리즈
- 갤럭시 J3 SM-J300
- 갤럭시 J3 (2016) SM-J310
- 갤럭시 J3 (2017) SM-J320
- 갤럭시 J3 (2018) SM-J330
- 갤럭시 J3 스타 (Galaxy J3 Star)
- 갤럭시 J3 오빗 (Galaxy J3 Orbit)
- 갤럭시 J3 이크립스 (Galaxy J3 Eclipse)
- 갤럭시 J3 프라임 (Galaxy J3 Prime)
- 갤럭시 J3 이머지 (Galaxy J3 Emerge)
- 갤럭시 J3 루나 프로 (Galaxy J3 Luna Pro)
- 갤럭시 J3 스타 (Galaxy J3 Star)
- 갤럭시 J3 탑 (Galaxy J3 Top)
- 갤럭시 J3 V (Galaxy J3 V)